# Allium fuscum
Allium fuscum — вид рослин з родини амарилісових (Amaryllidaceae); поширений у Румунії, Болгарії, Греції, Кіпрі, Туреччині, Алжирі, Марокко.

## Опис
Цибулини з від блідо-коричневого до чорнувато-коричневого забарвлення зовнішніми оболонками й білуватими внутрішніми; цибулинок нема. Стеблина висотою (22)25–38(42) см. Листків 4–6, плоскі, до 30 см завдовжки, (2.2)2.5–4 мм ушир. Зонтик нещільний, півсферичний. Оцвітина дзвінчаста, листочки зеленувато-білі з відтінком пурпурно-коричневим, (4.5)5–6.5(7.2) × (1.9)2.2–3(3.3) мм. Пиляки білуваті. Коробочка субкуляста, (5.5)6–6.2(6.8) × (5.2)5.8–6 мм. 2n = 16.

## Поширення
Поширений у Румунії, Болгарії, Греції, Кіпрі, Туреччині, Алжирі, Марокко.